# San Pedro (rivière)
Pour les articles homonymes, voir San Pedro et Río San Pedro.
La San Pedro est une rivière qui prend sa source dans l'État mexicain de Sonora avant de s'écouler vers le nord à travers l'État américain de l'Arizona pour finir par se jeter dans la rivière Gila à Winkelman.

## Géographie
De 230 km de longueur.